# 基克维泽区
基克维泽区（俄语：Киквидзенский район）是俄罗斯联邦伏尔加格勒州下辖的一个区，其行政中心为普列奥布拉任斯卡亚。据2016年统计，该区的人口为16575人。